# Acanthocladium
Acanthocladium je monotipski rod biljaka iz porodice Asteraceae. jedini predstavik je vrsta Acanthocladium dockeri, australski endem iz Južne Australije i Novog Južnog Walesa.
A. dockeri je kritično ugrožena vrsta za koju se 1992. pretpostavilo, da je zbog gubitka staništa izumrla, ali su njezine kolonije pronađene blizu grada Laura kod zaljeva Spencer.